# Panzergrenadier

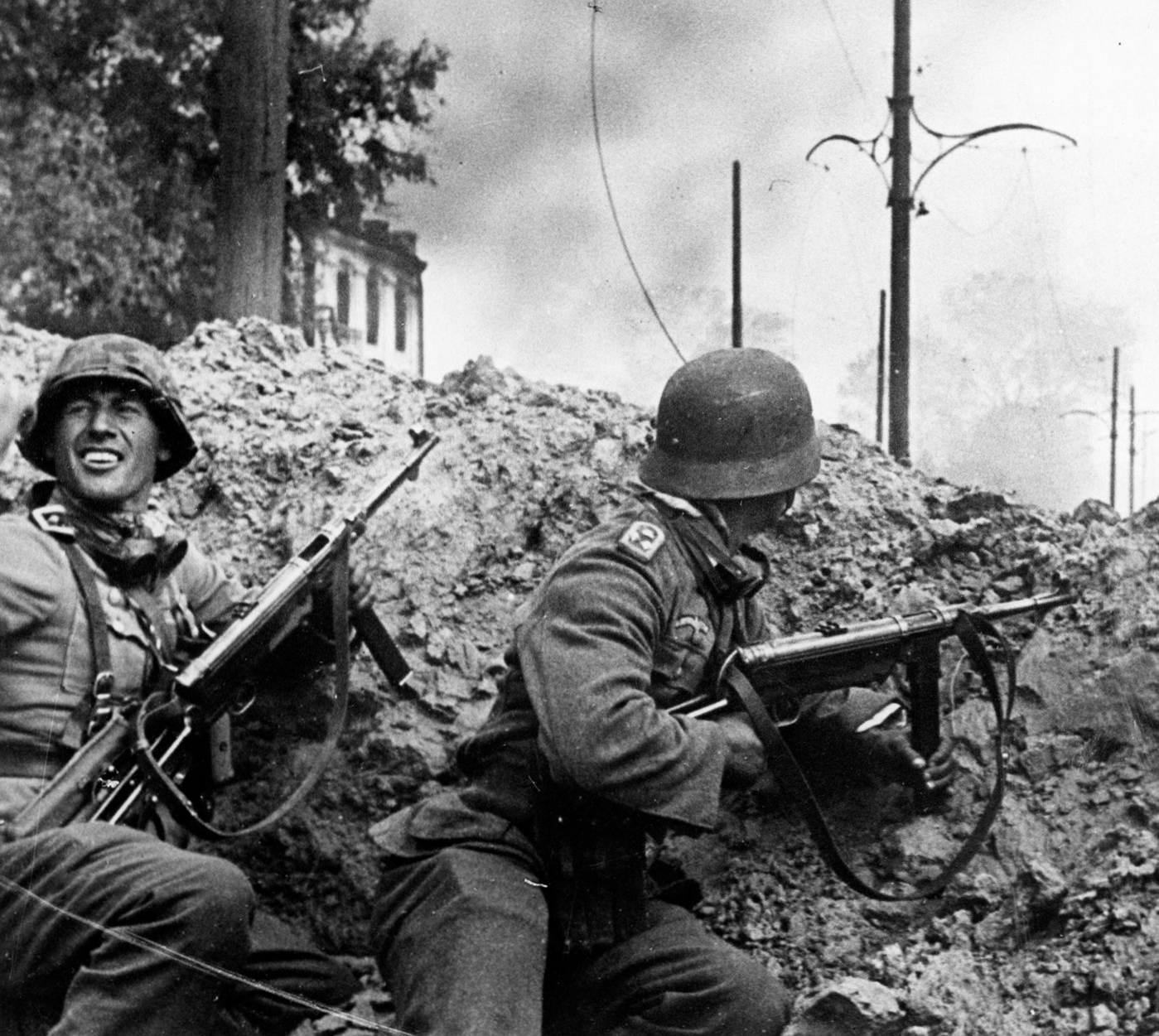
Due sottufficiali Panzergranatieri della 24. Panzer-Division in azione durante i combattimenti nella città di Stalingrado.

 Panzergrenadier (abbreviato PzGren. o Pzg.), in italiano: granatieri corazzati, furono le unità di fanteria motorizzata o meccanizzata introdotte nelle file dell'esercito tedesco durante la seconda guerra mondiale a partire dal 1942. Ad oggi questo termine è utilizzato anche nelle unità di fanteria motorizzata negli eserciti austriaco, cileno e svizzero.

## Origine
La tattica militare tedesca cercava essenzialmente di evitare i combattimenti decisivi, facendo affidamento alla velocità e alla flessibilità delle sue divisioni per aggirare il nemico e distruggerne le retrovie cosicché non arrivassero più i rifornimenti in prima linea. Il fatto che i tedeschi furono gli aggressori durante le prime fasi della seconda guerra mondiale, consentì loro di scegliere accuratamente il punto dove colpire, e applicare al meglio la loro tattica, anche perché almeno nei primi tre anni di guerra gli avversari della Wehrmacht erano molto meno organizzati dei tedeschi.
I tedeschi, nello sviluppo del   
Blitzkrieg, sostituirono la velocità alla potenza, e per fare ciò gli armamenti e la fanteria dovevano spostarsi alla stessa velocità dei carri armati, e nonostante nel 1940 la maggior parte dell'esercito tedesco facesse ancora affidamento al traino dei cavalli, le divisioni Panzer che attraversarono la Francia erano interamente motorizzate, mentre la fanteria e le unità di supporto viaggiavano su camion.

### La fanteria motorizzata

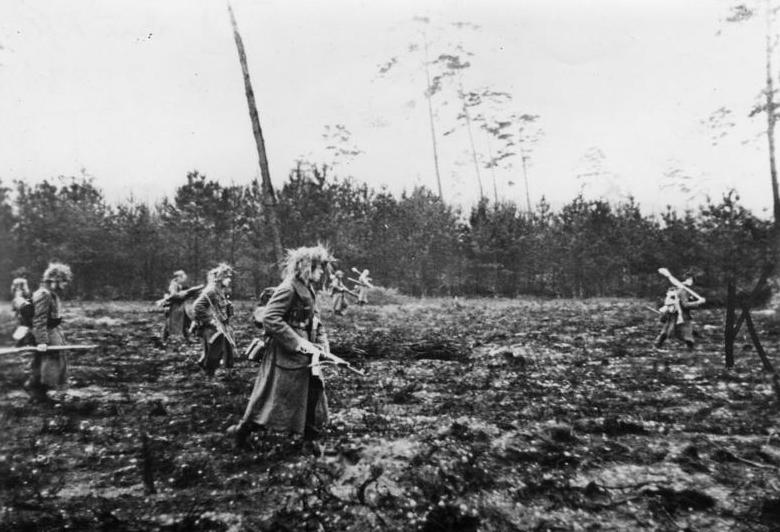
Truppe panzergrenadier in ricognizione nei pressi di Aquisgrana

L'utilizzo di fanteria motorizzata (motorisierte Infanterie) fu il primo, e fondamentale, passo alla meccanizzazione dell'esercito. Vennero impiegati soprattutto camion civili che ben si adattavano ad impieghi militari, con il traino di cannoni ed equipaggiamenti compreso il trasporto di truppe e rifornimenti.
Questa motorizzazione dell'esercito aumenta notevolmente la mobilità strategica della fanteria, che altrimenti avrebbe dovuto affidarsi alla ferrovia oppure alle lunghe marce forzate, ma non fornisce nessun vantaggio tattico diretto in combattimento, poiché camion e autovetture sono vulnerabili agli attacchi dell'artiglieria e al fuoco degli armamenti leggeri.
In questo modo la fanteria può spostarsi molto più velocemente sul campo di battaglia e allo stesso tempo gli armamenti sia leggeri che pesanti viaggiano come parte integrante. Il notevole svantaggio della motorizzazione è che le formazioni motorizzate dipendono totalmente dai rifornimenti di carburante, inoltre i mezzi necessitano di parti di ricambio che in certe fasi della guerra furono introvabili, tale mancanza costringeva i meccanici a "cannibalizzare" alcuni mezzi in favore di altri.
Sin dal 1934 le prime formazioni Panzer sperimentali comprendevano oltre a due reggimenti carri armati, anche una Schützen-Brigade (brigata fucilieri) con un leichte Schützen-Regiment (reggimento leggero fucilieri) e un Kradschützen-Battallion (battaglione fucilieri motociclisti). Queste truppe di supporto Schützen, erano composte da personale equiparato ai carristi, erano classificate come Panzertruppen e indossavano i medesimi simboli; le Waffenfarbe rosa presenti anche sulle uniformi dei carristi con una lettera S a differenziarsi dai piloti e dalle truppe anticarro..
Le prime unità di fanteria meccanizzata indipendenti furono costituite nel 1937, quattro divisioni di fanteria regolari divennero note come Infanterie-Divisionen (motorisierte). Queste unità portavano le decorazioni bianche standard della fanteria.
Altre quattro divisioni nel 1938 divennero le prime leichte Divisionen per tacitare l'influenza delle fazioni pro cavalleria leggera all'interno degli alti comandi dell'esercito. Le unità motorizzate all'interno di queste divisioni erano conosciute come Kavallerieschützen.
Queste unità motorizzate divennero fondamentali nella tecnica della Blitzkrieg e dopo un primo approccio durante l'Anschluss, dove Heinz Guderian e gli altri comandanti trassero importanti lezioni su come spostare grandi divisioni motorizzate sul campo di battaglia, si dimostrarono un elemento chiave nel successo in Francia del 1940.
Alcune unità motorizzate combatterono poi all'interno dei quattro Panzergruppen impegnati dal giugno 1941 durante l'operazione Barbarossa, dove rappresentarono l'avanguardia delle avanzate attraverso la steppa russa, e continuarono a combattere in Russia per tutto il 1942 quando iniziò a farsi evidente l'incapacità dell'industria tedesca a far fronte alla richiesta di veicoli.

### Le unitàPanzergrenadieren

Le spalline grigio/verde che contraddistinguevano le unità Panzergrenadier

Le insegne sul colletto tipiche delle unità Panzergrenadier

A seguito delle sconfitte subite dalla Wehrmacht ad El Alamein e Stalingrado, molte delle divisioni motorizzate dell'esercito tedesco erano state distrutte. Nel corso della loro ricostruzione, nel giugno 1943, la profonda riorganizzazione dell'esercito tedesco comportò la ridesignazione della maggior parte delle unità di fanteria motorizzata come formazioni Panzergrenadier, ossia fanteria corazzata.
Nel 1942 Adolf Hitler volle rinominare i reggimenti di fanteria come granatieri, in omaggio a Federico il Grande e al suo esercito. Con il cambio di nome, anche gli Schützen vennero ridefiniti Panzergrenadier, e lo stesso nome venne attribuito alla fanteria meccanizzata e alla fanteria motorizzata. Il loro simbolo venne unificato, passando dal bianco/rosa al verde erba che era precedentemente già in uso nelle truppe su motocicletta; il processo di cambiamento durò fino al 1943.
Il termine Panzergrenadier si applicò quindi sia ai complementi di truppa preesistenti che alle nuove divisioni costituite dopo il 1942.
Il termine panzergrenadier introdotto l'anno prima, si applicò quindi sia alla componente di fanteria delle divisioni Panzer sia alle nuove divisioni. Tecnicamente la componente di fanteria di queste nuove divisioni doveva essere trasportata su autoblindo semicingolati, ma in pratica l'industria tedesca, già duramente colpita dalle incursioni aeree alleate e dalla crescente mancanza di materie prime, non fu mai in grado di fornire un numero sufficiente di tali mezzi. Pertanto il 90% dei battaglioni di fanteria si affidarono al trasporto su autocarro, e di conseguenza la maggior parte degli elementi di artiglieria erano trainati piuttosto che essere semoventi.
La riqualificazione delle divisioni procedette per gradi e con metodi differenti. In alcuni casi si procedette a dotare di veicoli delle divisioni preesistenti, trasformandole prima in divisioni motorizzate e poi in Panzergrenadier; in questi casi veniva mantenuto il numero originario della divisione, così la 3ª e la 10ª divisione di fanteria divennero le rispettive panzergrenadier-division, la 33ª divisione di fanteria divenne la 15ª panzergrenadier, e la 16ª, 18ª, 20ª, 25ª, e 29ª divisioni motorizzate divennero le rispettive Panzergrenadier; inoltre la 90 leichte Afrika e molte altre divisioni sia di fanteria che di fanteria motorizzata divennero nel tempo delle vere e proprie Panzergrenadier-Division, le quali durante gli ultimi mesi del conflitto subirono ulteriori rimaneggiamenti nell'organico e nel nome.
In altri casi, come per la Panzergrenadier-Division Großdeutschland, la costituzione della divisione avvenne aumentando progressivamente le dimensioni di quello che era un piccolo reggimento di élite.

#### SS-panzergrenadier
Le unità Panzergrenadier furono utilizzate anche dalle Waffen SS, che costituirono anche numerose nuove unità reclutando numerosi uomini. In seguito nel 1944 numerose brigate Panzer furono utilizzate nel limitare il collasso del fronte orientale durante l'avanzata dell'Armata Rossa. Queste formazioni erano una combinazione di armamenti Panzer e Panzergrenadier sotto lo stesso comando, divenendo così i nuclei delle divisioni Panzer di "tipo 45", di dimensioni ridotte impiegate alla fine del conflitto.

## Organizzazione

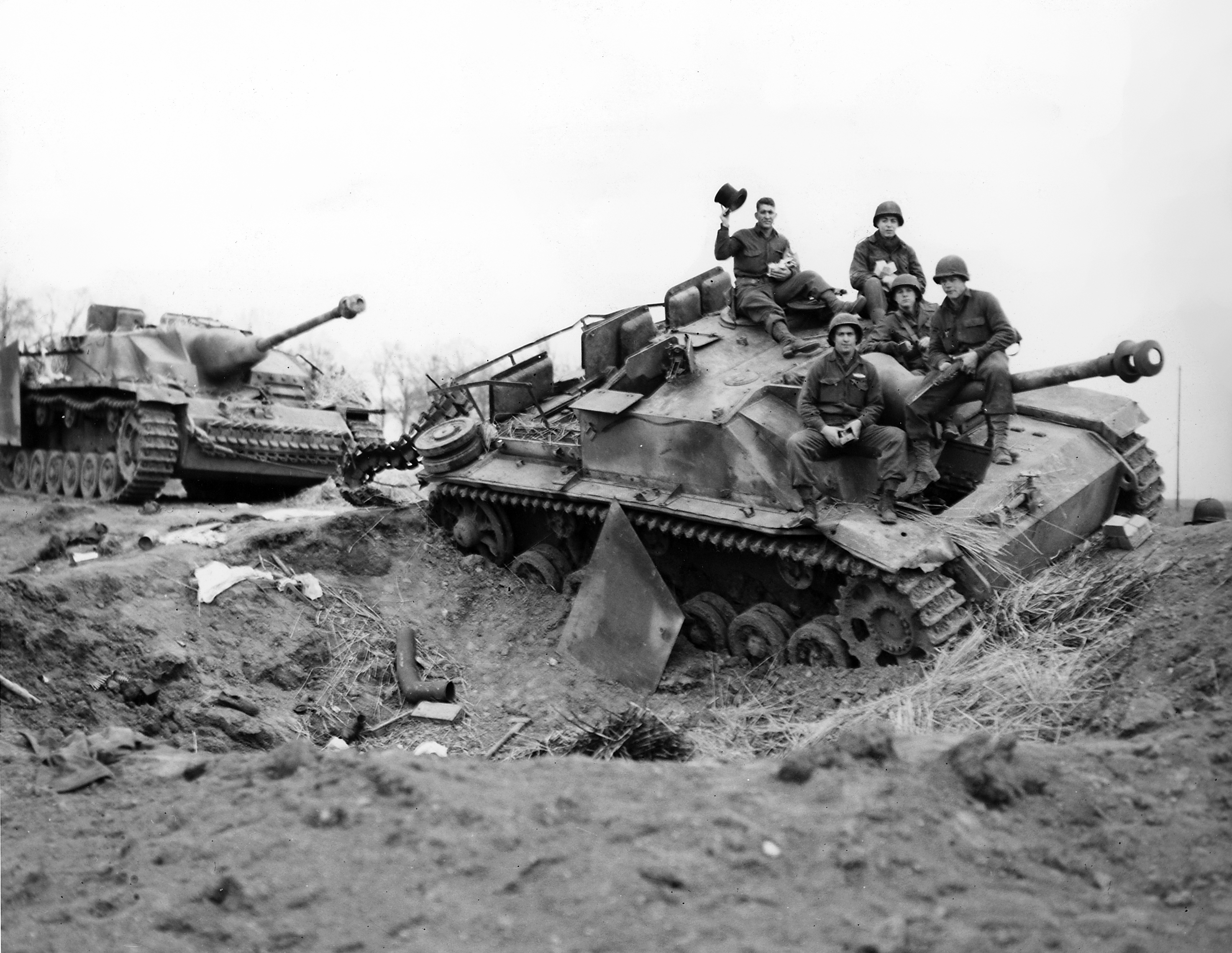
Un cannone d'assalto StuG III colpito da un attacco aereo

Le divisioni Panzergrenadier furono organizzate come formazioni ad armamenti combinati, in genere con sei battaglioni (Abteilung) di fanteria, uno con semicingolati e il resto con autocarri, organizzati in due o tre reggimenti. Ogni divisione prevedeva inoltre un battaglione di carri armati, insieme ad unità di artiglieria, di ricognizione, genieri, anticarro e antiaereo, più una unità di supporto divisionale.
Tutti gli elementi che componevano la divisione erano meccanizzati: le armi pesanti erano in genere trainate da camion, anche se in alcuni casi la divisione veniva dotata dei rari veicoli semoventi corazzati dedicati a scopi specifici.
Sempre seguendo le tabelle teoriche, una divisione Panzergrenadier possedeva solo un battaglione carri armati in meno rispetto ad una divisione Panzer, mentre disponeva di due battaglioni di fanteria in più, quindi soprattutto in difesa una divisione panzergrenadier poteva raggiungere la forza di una divisione Panzer vera e propria.
Dato il volgere al peggio della guerra, già nel 1942-43 era raro che a queste divisioni venissero assegnati dei veri carri armati: caso molto più frequente era l'assegnazione di cannoni d'assalto, cioè cannoni o obici montati su mezzi d'assalto aventi corazzatura equivalente a quella dei carri armati, ma con l'armamento principale montato in casamatta invece che in torretta.
I cannoni d'assalto erano svantaggiati tatticamente nei confronti dei carri potendo ruotare il pezzo principale solo di pochi gradi e non montando cannoni veramente efficaci contro altri carri armati, ma erano sufficienti a dare protezione alla fanteria. Il modello utilizzato maggiormente fu Daimler-Benz Sturmgeschütz III (StuG) più economico e veloce da produrre, valido ma comunque vulnerabile in uno scontro con dei carri armati.
Le divisioni di élite, invece, potevano essere dotate oltre che del complemento di cannoni semoventi anche di un battaglione di carri armati, ed anche di trasporti truppe corazzati al posto dei camion.
Dei 226 battaglioni di Panzergrenadier costituiti nel 1943 da esercito, Luftwaffe e Waffen SS, a causa della scarsità di mezzi solo 26 erano dotati di cingolati, mentre il resto aveva solo camion. Anche la Divisione Grossdeutschland, una unità di elite, era dotata solamente di pochi trasporti truppe semicingolati Sd.Kfz. 251 per i suoi due battaglioni di Panzergrenadier.

### Le divisioniPanzergrenadieren
Con lo scoppio del conflitto, la Wehrmacht richiese la creazione di nuove unità mobili; tale richiesta venne soddisfatta con la conversione di alcune delle divisioni di fanteria esistenti in divisioni di fanteria motorizzata, e alla fine del 1940, la creazioni di unità del tutto nuove come la divisione d'élite Grossdeutschland che derivò dall'ampliamento di unità cerimoniali e di guardia. Nel 1943 molte delle divisioni motorizzate erano oramai delle vere e proprie formazioni corazzate e a sottolineare il fatto furono quindi designate come Panzergrenadier, ossia di fanteria corazzata.

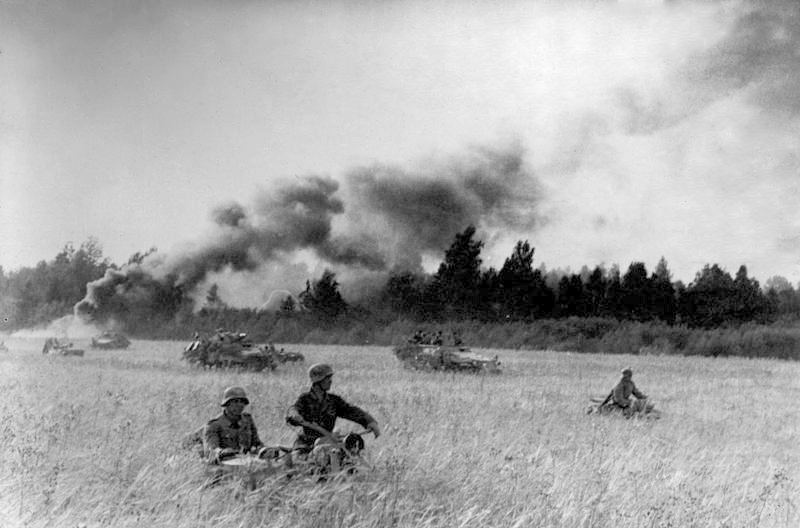
Fronte sovietico, agosto 1944, motociclisti e Panzerfüsiliere della divisione "Großdeutschland" in azione

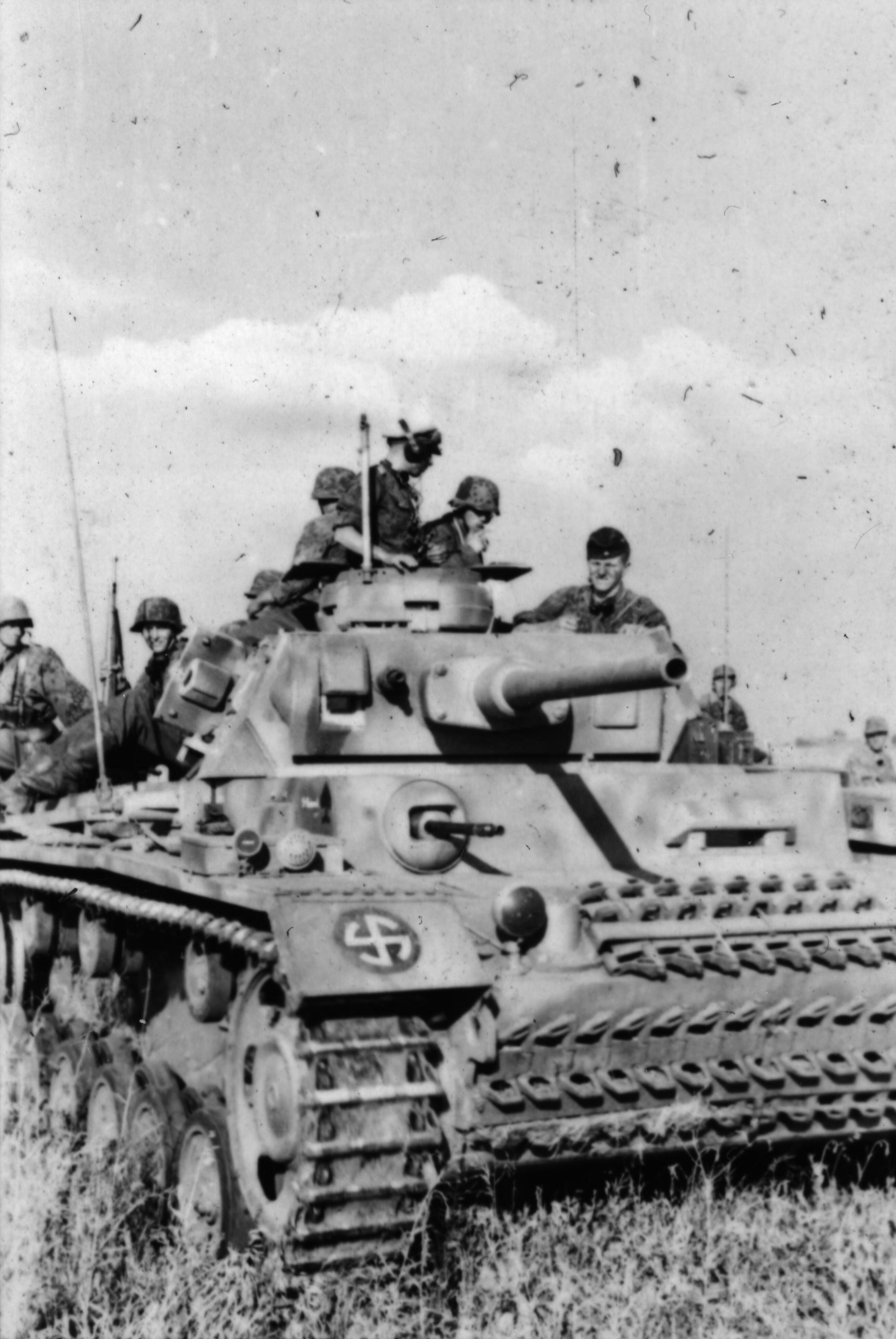
Fanti della Waffen-SS Panzerdivision "Wiking" in un momento di tranquillità su un Panzer III

- 3. Panzergrenadier-Division: nata nel 1935 come divisione di fanteria di linea, venne motorizzata in vista dell'invasione della Francia per essere poi mandata in oriente inquadrata nel 4. Panzergruppe di Hermann Hoth. Nel 1943 fu distrutta a Stalingrado, ma nel marzo dello stesso anno fu deciso di ricostituirla per essere mandata in Italia. La divisione combatté durante la ritirata tedesca in Italia fino alla entrata alleata a Roma. La 3. Panzergrenadier fu quindi inviata in Francia nei pressi di Parigi per contrastare l'avanzata alleata. Combatté infine ad Aquisgrana fino a che non risultò tra le unità accerchiate nella sacca della Ruhr quando sia arrese nell'aprile 1945[7].
- 10. Panzergrenadier-Division: la divisione ebbe la stessa sorte di quella precedente, fino a che non fu assegnata al gruppo Armate Sud e ribattezzata Panzergrenadier-Division. Combatté in Bessarabia fino a che non venne circondata assieme alla 13. Panzer-Division e alla VI Armata durante l'offensiva sovietica dell'agosto 1944 dove venne distrutta. Alla fine del 1944 la 10. Panzergrenadier fu riorganizzata in un Kampfgruppe ma fu nuovamente distrutta dai sovietici nei dintorni di Gowarczów alla fine di gennaio 1945. La divisione in parte nuovamente riorganizzata e mandata a rinforzo della 1. Panzerarmee in Boemia per arrendersi infine ai sovietici al termine della guerra[8].
- 15. Panzergrenadier-Division: anch'essa inizialmente divisione di fanteria nata nel 1935, dall'inizio del conflitto combatté in Polonia e in Belgio fino al settembre 1940 quando ritornò in Germania per essere completamente motorizzata e il 15 ottobre divenne ufficialmente 15. Infanterie-Division (mot). Con questo nome fu assegnata come unità di riserva della 3. Panzergruppe di Hoth inquadrata nell'Heeresgruppe Mitte nell'operazione Barbarossa. Combatté nel saliente di Ržev, agli inizi del 1943 fu promossa Panzergrenadier-Division, sebbene per un breve periodo in quanto fu declassata a semplice divisione di fanteria nel settembre 1944 e mandata a Vitebsk dove sarebbe rimasta fino a maggio, per poi finire la guerra in Prussia orientale[9].
- Panzergrenadier-Division Großdeutschland: nata nel 1939 come reggimento di fanteria, riorganizzata come divisione di fanteria motorizzata nel 1942, questa divisione nell'estate del 1942 partecipò all'offensiva tedesca in Russia dove prese parte ai combattimenti per attraversare il fiume Don e prendere Voronež, successivamente restò come riserva mobile sulla riva nord del fiume Donetz, dopo essere stata esclusa dall'offensiva di Stalingrado[10]. La Großdeutschland partecipò poi alla terza battaglia di Char'kov e dopo la vittoriosa battaglia fu ritirata dal fronte orientale per essere riequipaggiata e per permettere ai suoi uomini di riposarsi, durante questo periodo fu equipaggiata con semicingolati Sd.Kfz. 251 e Panzer VI Tiger I e l'aumento degli effettivi ne fece una Panzergrenadier-Division[5]. Dopo la ridesignazione la divisione partecipò alla battaglia di Kursk e alla seguente ritirata per cui fu impegnata durante tutto il 1943 e parte del 1944, quando arrivata in Prussia orientale fu riorganizzata con unità provenienti da altre unità panzer e fu quindi rinominata Panzerkorps Großdeutschland, nome con cui finì il conflitto dopo essere stata annientata nei dintorni di Pillau[11].
- Führer-Grenadier-Division: nata nel 1939 come Führer-Begleit-Bataillon fu concepita come unità personale di difesa di Hitler quando questi lasciava Berlino per visitare il fronte. Durante la guerra assorbendo elementi della Großdeutschland l'unità divenne una brigata e fu inviata nelle Ardenne nel 1944[12]. Divenne infine una divisione nel gennaio 1945, costituita a Cottbus con i sopravvissuti delle Ardenne e parte dei rimpiazzi della Großdeutschland, la divisione combatté sull'Oder fino al maggio 1945 quando si ritirò sotto pressione dell'avanzata russa[13].
- Panzergrenadier Sizilien: costituita il 14 maggio 1943 in Sicilia orientale la divisione fu organizzata ad hoc sui resti della 15. Panzer-Division in buona parte andata perduta in Africa. Combatté contro gli Alleati in Sicilia inquadrata nel XIV Panzerkorps dove fu lanciata contro gli americani a Licata[14]. Il 15 luglio la divisione ricevette il nome definitivo di 15. Panzergrenadier-Division, questa dopo alcuni scontri si ritirò dalla Sicilia verso l'Italia meridionale dove partecipò agli scontri sulla linea Gustav e quindi in Francia dove combatté in Normandia, quindi nelle Ardenne e poi in Olanda fino alla resa alle forze britanniche nell'aprile 1945 nei pressi di Cuxhaven[15].
- 18. Panzergrenadier-Division: nata nel 1940 come divisione motorizzata partecipò all'operazione Barbarossa. Rientrata in Germania e riequipaggiata, venne rinominata Panzergrenadier e si unì al Gruppo armate centro vicino Smolensk. Combatté sul fronte orientale fino a che non venne dichiarata distrutta alla fine di luglio 1944 dopo l'operazione Bagration[16].
- 20. Panzergrenadier-Division: divisione di fanteria in linea fino al 1937, da quell'anno fu una delle prime unità motorizzate, rimase tale fino al 1943 quando divenne Panzergranadier-Division. Con quest'ultima designazione combatté in Russia con la 3. Panzerarmee fino ad agosto 1944 quando fu trasferita al LIII Corpo della 2. Panzerarmee a Orël prima di essere inviata come rinforzo della 9. Armata a Brjansk nel settembre dello stesso anno. Subì quindi ulteriori trasferimenti per arginare l'avanzata sovietica fino a che non fu impegnata negli ultimi mesi di guerra alla difesa di Berlino[17].
- 25. Panzergrenadier-Division: nata anch'essa prima come divisione di fanteria nel 1936, poi motorizzata nel 1940 in vista della campagna di Francia, la 25. Panzergrenadier nacque nel giugno 1943 in seno alla politica di riorganizzazioni delle divisioni della Wehrmacht. La divisione fu impegnata con il Gruppo armate centro per arginare l'avanzata sovietica fino a che non fu anch'essa distrutta durante l'operazione Bagration[18].
- 29. Panzergrenadier-Division: divisione panzergrenadier nata nel marzo 1943 durante la fase di ricostruzione dopo che la 29. divisione di fanteria motorizzata fu completamente distrutta a Stalingrado. Fu subito mandata in Italia meridionale dove costituì la retroguardia della ritirata tedesca. Continuò con sporadici combattimenti durante la graduale ritirata tedesca in Italia, combattendo a Salerno, sulla Gustav e ad Anzio fino a che non fu raggiunta dalla Ottava armata britannica tra gli Appennini e il Po, dove smise di esistere[19].
- 90. Panzergrenadier-Division: la divisione fu l'unica costituita interamente al di fuori dell'Europa, concepita come formazione temporanea destinata all'Africa settentrionale. Dopo il ritiro dell'Afrika Korps dalla Tunisia, la divisione venne ricostituita come 90. Panzergrenadier in Sardegna, ed adottò come simbolo la pianta dell'isola. La divisione fu quindi mandata in Italia dove combatté contro i canadesi nella battaglia di Ortona e successivamente fu schierata in maniera frammentaria tra Cassino ed Anzio. La 90. Panzergrenadier fu distrutta mentre combatteva nella valle del Po nell'aprile 1945, i sopravvissuti si arresero quindi agli americani[20].
- 233. Panzergrenadier-Division: nacque nel 1942 come unità di addestramento e riserva con il nome di Division Nr. 233 (motorisierte), in poco tempo fu promossa in divisione Panzergrenadier. A meno di un anno la formazione fu ancora promossa, assumendo la designazione di 233. Panzer-Division il 5 aprile 1943, ma nell'agosto dello stesso anno l'unità cambiò nuovamente nome diventando 233. Reserve-Panzer-Division e inviata in Danimarca dove sarebbe rimasta fino alla fine del conflitto fornendo nel 1944 le riserve per la 6., 9. e 25. Panzer-Division impegnate sui vari fronti[21].
- Panzergrenadier-Division Brandenburg: questa fu un'unità d'élite sviluppatasi dalle forze speciali dell'esercito tedesco. Nata come unità commando, i brandenburger combatterono in tutti i fronti fino al 1943 quando divenne una vera e propria divisione che combatté a Kos e in tutto il Dodecaneso. Nel 1944 la divisione divenne una semplice unità di fanteria combattendo sul fronte orientale. Alla fine dello stesso anno la Brandenburg fu dotata di un reggimento Panzer e venne ridisegnata in Panzergrenadier-Division Brandenburg, la quale partecipò agli aspri combattimenti presso Memel, e quindi annientata a Pillau[22].
- Panzergrenadier-Division Kurmark: divisione panzergrenadier dello Heer costituita negli ultimi mesi della seconda guerra mondiale. Impiegata sul fronte dell'Oder, elementi dell'unità si arresero agli americani nel maggio 1945.
- Panzergrenadier-Division Feldherrnhalle: nata dalle ceneri della 60. Infanterie-Division (mot) distrutta a Stalingrado, fu ricostituita nel sud della Francia da elementi sopravvissuti alla battaglia stessa, ad elementi della 93. Infanterie-Division. Promossa Panzergrenadier ricevette il titolo di feldherrnhalle e mandata sul fronte orientale con al 3.Panzerarmee. Con l'offensiva sovietica del giugno 1944 (operazione Bagration) la divisione fu respinta verso Minsk, accerchiata e annientata. Ricostituita ancora una volta nel settembre 1944, la Panzergrenadier-Division Feldherrnhalle fu spostata in Ungheria e coinvolta nella battaglia di Budapest. Dopo numerosi cambiamenti e integrazioni la divisione ormai divenuta Panzer-Division si arrese il 9 maggio 1945 agli americani in Austria meridionale[23].

## I Panzergrenadier nella Bundeswehr

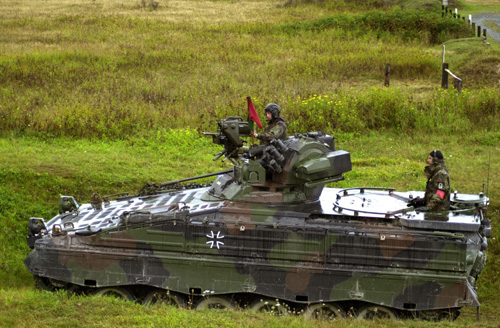
Un Marder in servizio al 122º Battaglione Panzergrenadiere (Panzergrenadierbataillon 122)

Nella Heer (Bundeswehr), le unità Panzergrenadiere agiscono come fanteria meccanizzata a scorta di veicoli corazzati e carri armati.
Le unità di Panzergrenadiere furono ricostituite a partire dagli anni settanta e dotate di nuovi veicoli Marder.
A causa del processo di trasformazione dell'Heer tedesco a partire dal 2002, il numero di battaglioni panzergrenadier venne ridotto. Ad oggi, ogni brigata corazzata delle Eingreifkräfte (forze di intervento) includono un battaglione panzergrenadier, mentre le brigate meccanizzate delle Stabilisierungskräfte (forze di stabilizzazione) comprendono due battaglioni panzergrenadier. Un battaglione panzergrenadier è in genere costituito da una compagnia di comando, tre compagnie da combattimento, e una compagnia di addestramento.
Fino al 2010 circa nell'esercito tedesco sono attivi otto battaglioni panzergrenadier:
- Battaglioni all'interno delle Forze di intervento (Eingreifkräfte):
  - Panzergrenadierlehrbataillon 92, Munster
  -  Panzergrenadierbataillon 212, Augustdorf
- Battaglioni all'interno delle Forze di stabilizzazione (Stabilisierungskräfte):
  -  Panzergrenadierbataillon 112, Regen
  -  Panzergrenadierbataillon 122, Oberviechtach
  -  Panzergrenadierbataillon 371, Marienberg
  -  Panzergrenadierbataillon 391, Bad Salzungen
  -  Panzergrenadierbataillon 401, Hagenow
  -  Panzergrenadierbataillon 411, Viereck
- Unità addizionali, nel 2008 due battaglioni panzergrenadier inattivi furono riattivati:
  -  Panzergrenadierbataillon 908, all'interno del Panzergrenadierbattalion 411 come unità supplemento e manutenzione
  - Panzergrenadierbataillon 909, all'interno del Panzergrenadierbattalion 371 come unità supplemento e manutenzione